# Hyundai H-1
Der Hyundai H-1 ist ein Kastenwagen und Kleinbus der Automarke Hyundai, der ab Mitte 1997 gebaut wurde.
Anfang 2008 kam die zweite Generation auf den Markt. In der Volksrepublik China hingegen wird die erste Generation weiterhin von der Anhui Jianghuai Automobile unter dem Namen JAC M1 in Lizenz gebaut. Das aktuelle Modell wird als JAC M2 produziert.

## H-1/Starex/Libero (1997–2007)
Der erste H-1 basierte auf dem Mitsubishi L400. Der vom H-1 abgeleitete Van hieß Hyundai Starex. Dieser hatte wahlweise sieben oder neun Sitzplätze. Die Modelle H-1 und Starex wurden in Deutschland ab Herbst 1997 angeboten. Angetrieben wurde er zuerst von einem 2,5-L-Turbodieselmotor Mitsubishi 4D56 mit ursprünglich 59 kW (80 PS). 1999 folgte noch eine Version mit 73 kW (99 PS). Daneben war auch ein 2,4-L-Benzinmotor mit 82 kW (112 PS) erhältlich. Das Leergewicht wird mit 1690–2170 kg angegeben.
Im Rahmen eines Facelifts wurde Anfang 2003 der selbstentwickelte 2,5-Liter-Dieselmotor mit 103 kW (140 PS) eingeführt.
Das Ladevolumen beim H-1 betrug 5,71 m³, die Nutzlast lag bei 1.240 kg. Die Heckklappe ließ sich wie bei einem Kombi nach oben öffnen, was ein angenehmes Beladen ermöglichte. Es war aber auch eine Version mit zweigeteilter Flügeltür erhältlich.
Zur Serienausstattung des H-1 gehörten elektrisch verstellbare Außenspiegel, eine beheizbare Heckscheibe, Zentralverriegelung, elektrische Fensterheber, Servolenkung und eine einstellbare Lendenwirbelsäulenunterstützung für den Fahrersitz sowie Fahrerairbag und ABS. Der Starex hatte im Gegensatz zum H-1 höherwertige Innenmaterialien.
Während Allradantrieb in anderen europäischen Ländern wie beispielsweise Österreich und Schweiz erhältlich war, wurde dieser offiziell in Deutschland nicht angeboten.
Zudem wurde ab Anfang 2000 in einigen europäischen Ländern der Pick-up Hyundai Libero auf Basis des H-1 angeboten.

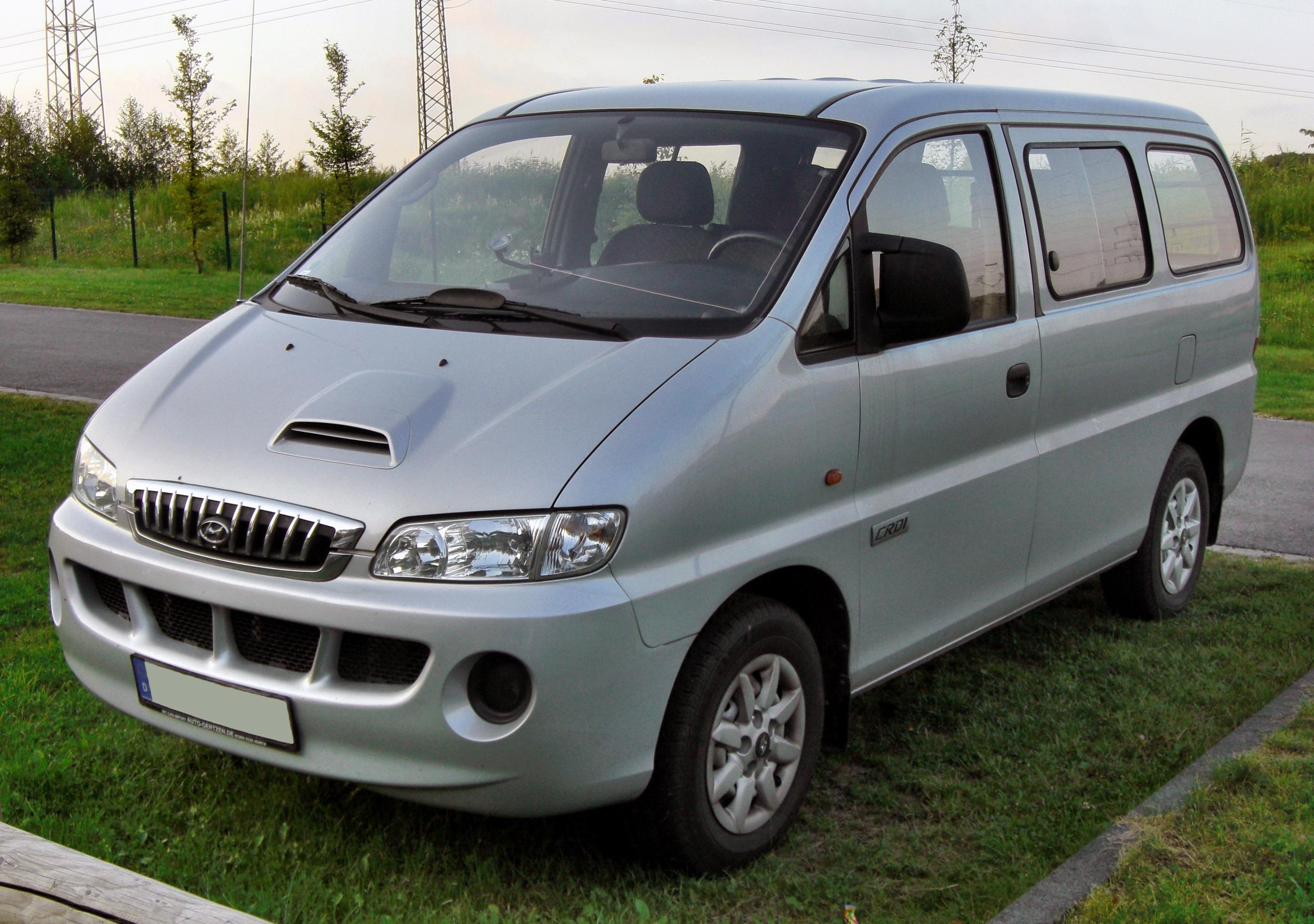
Hyundai H-1 (2003–2005)
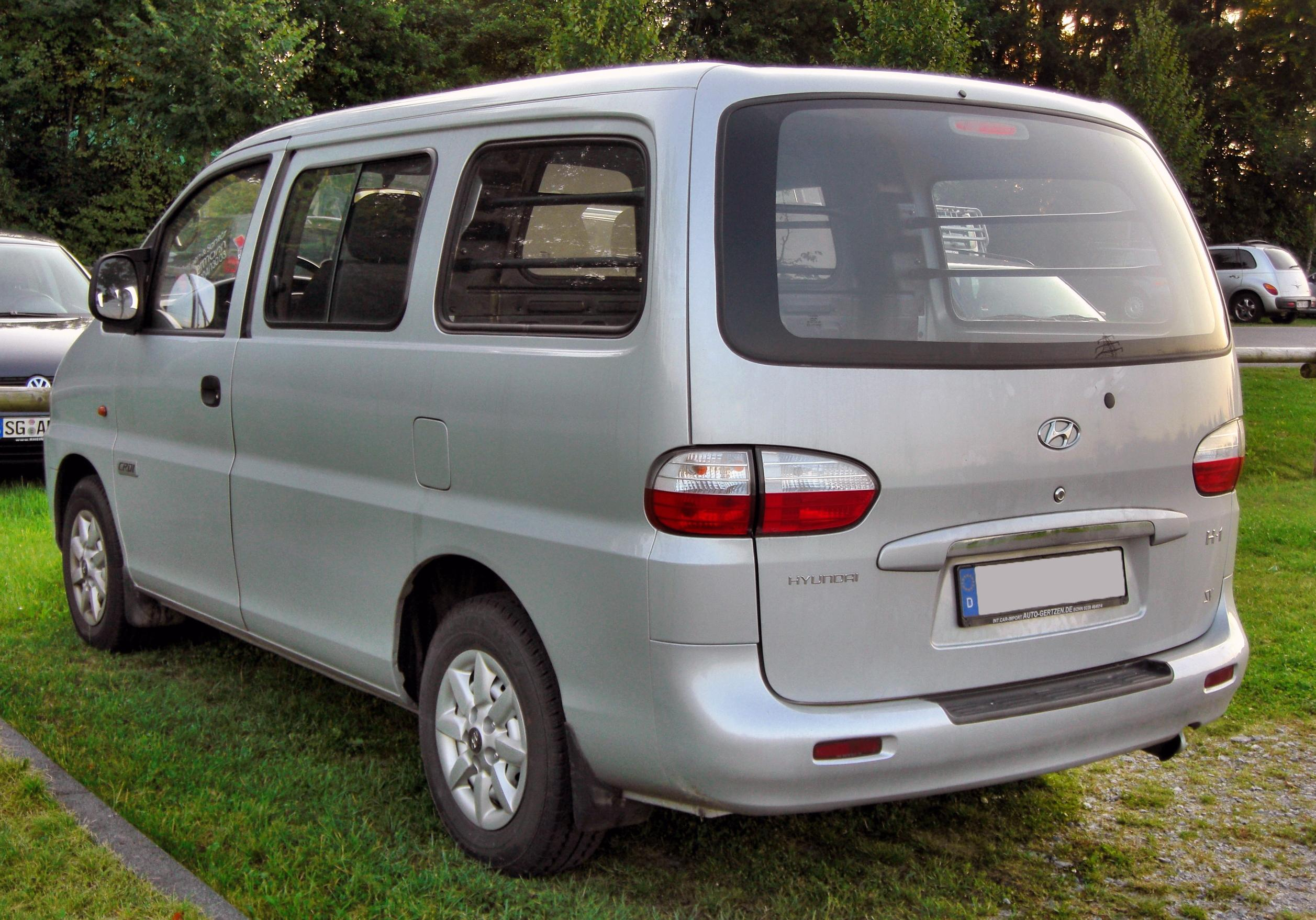
Heckansicht
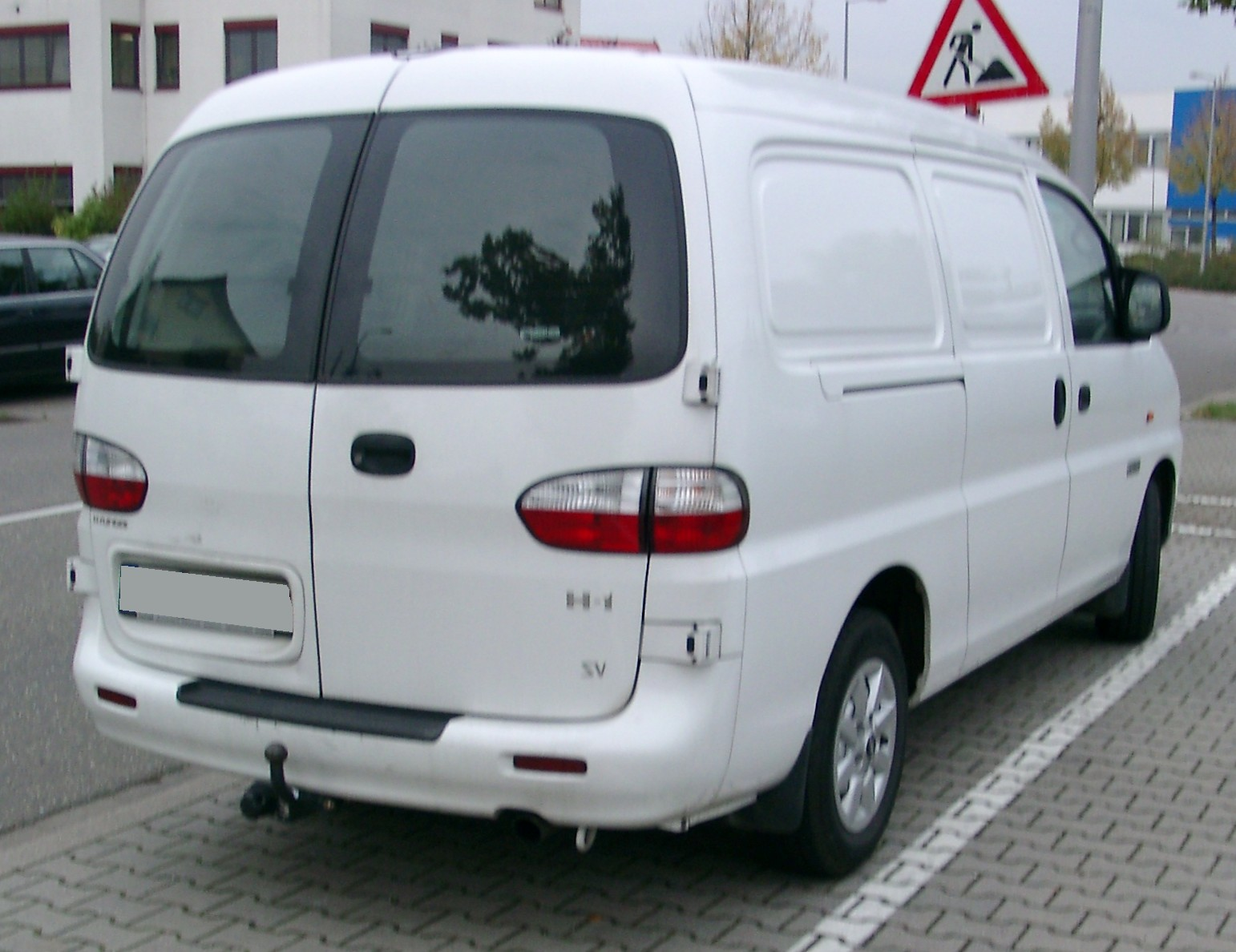
Heckansicht H-1 Cargo
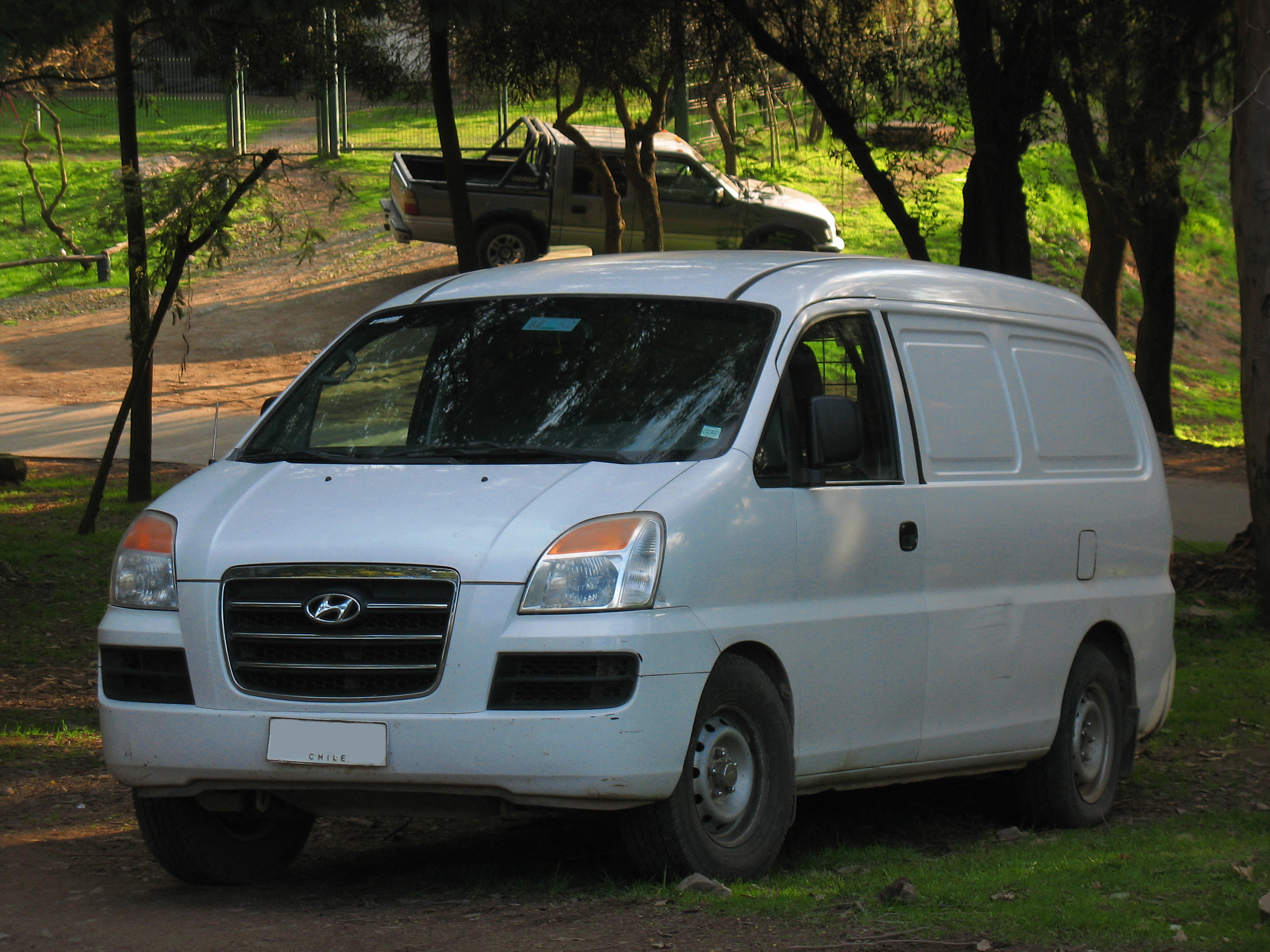
Facelift (2005–2007)
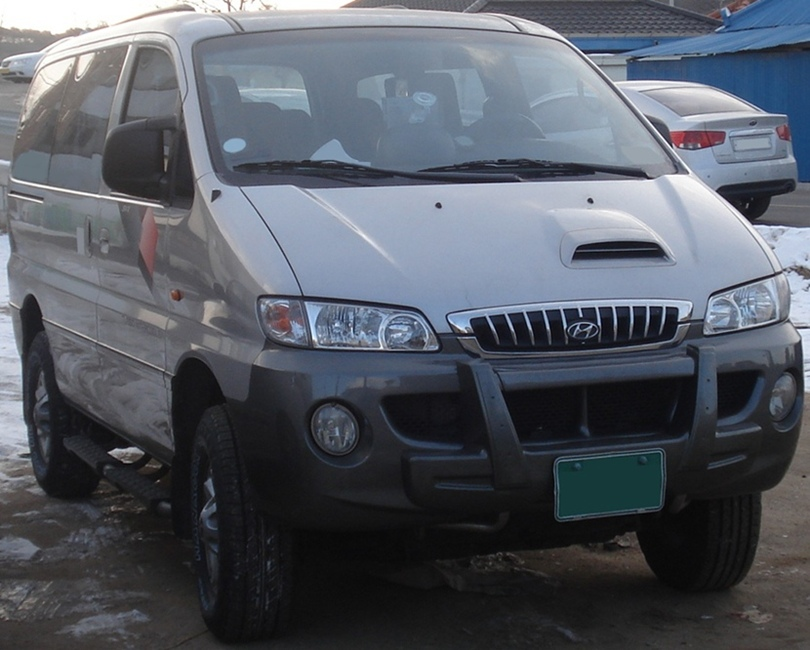
Nicht in Deutschland: Starex mit Allradantrieb
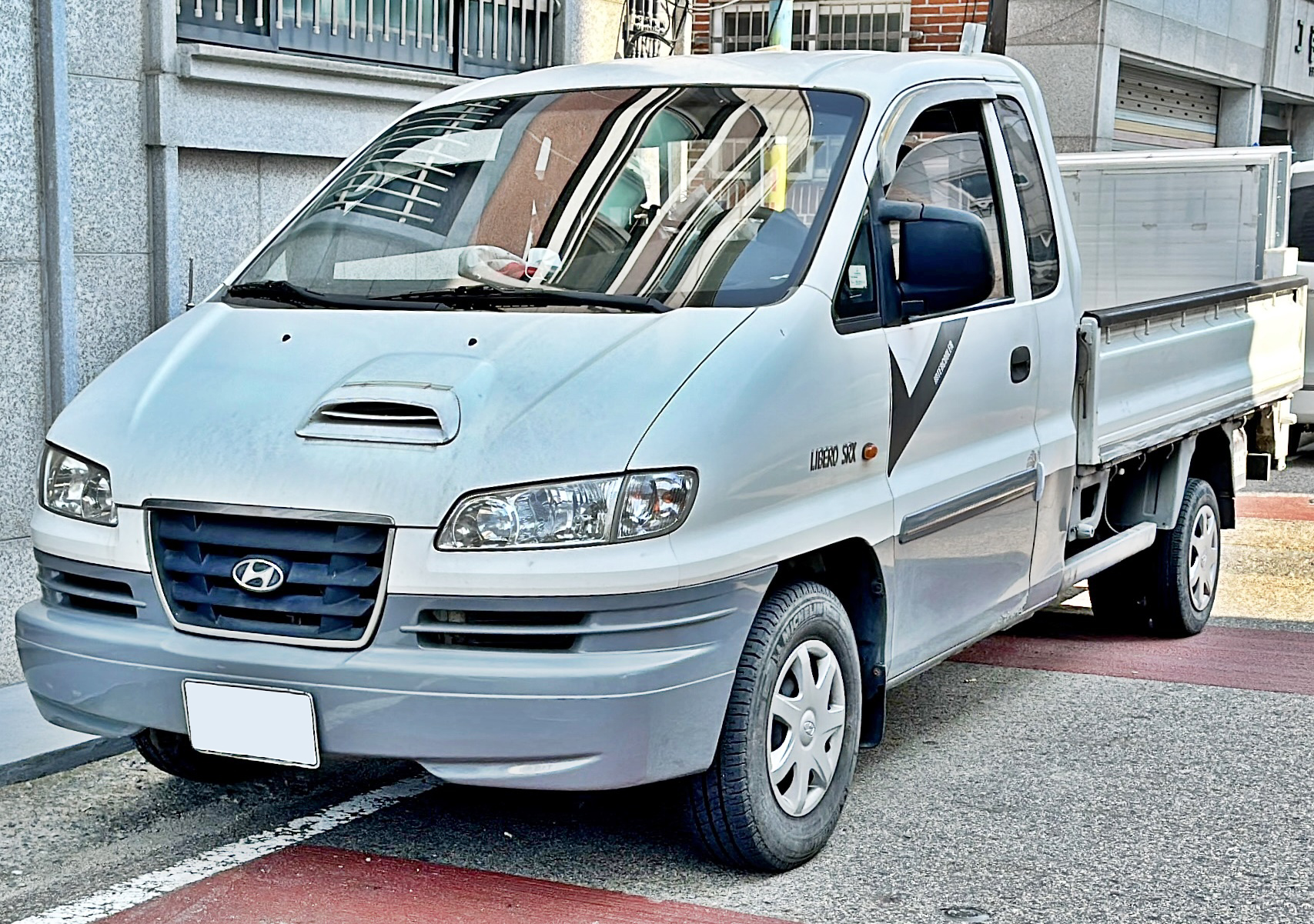
Hyundai Libero (2000–2007)

## H-1 Travel/Cargo (2008–2020)

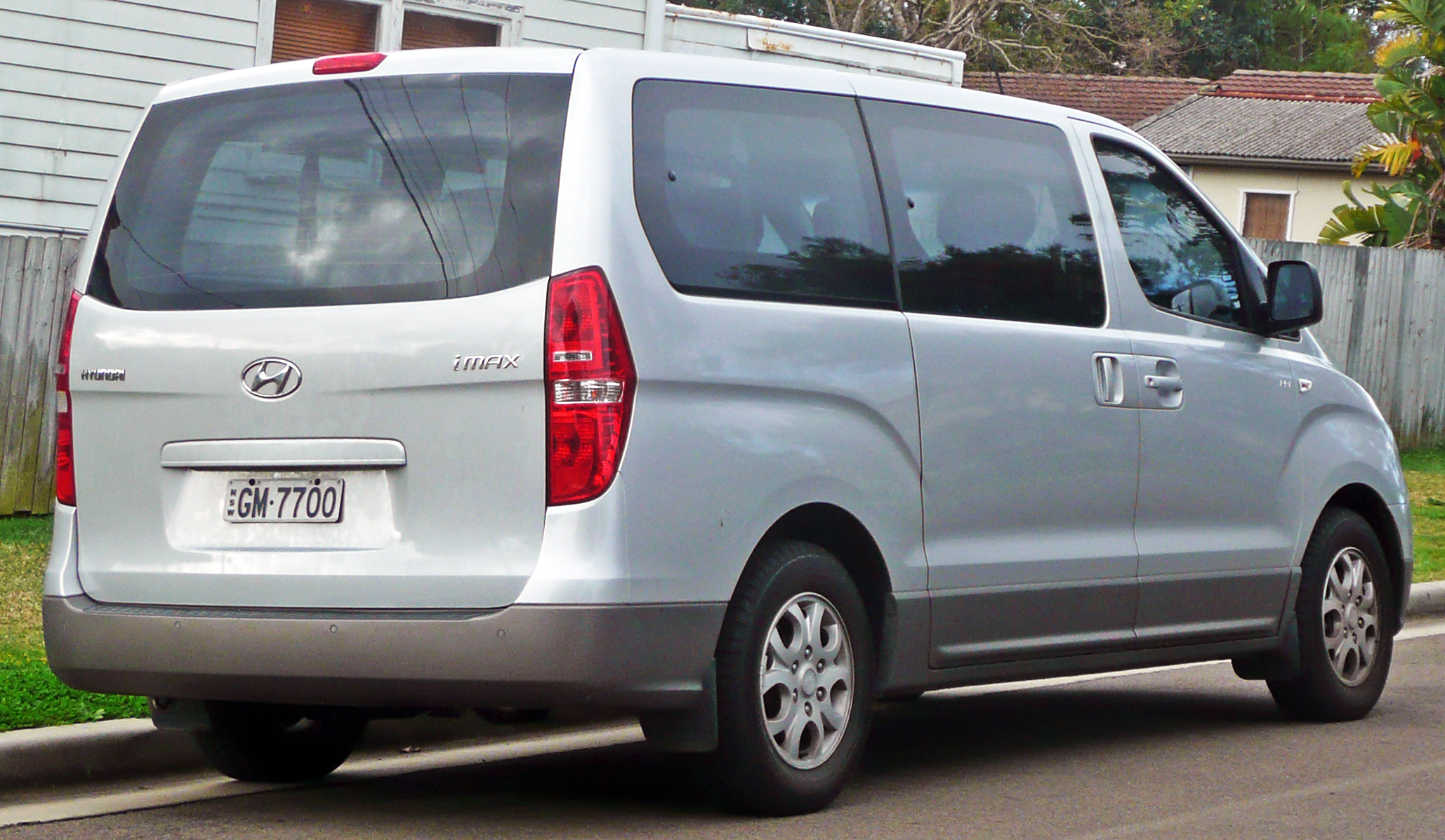
Heckansicht

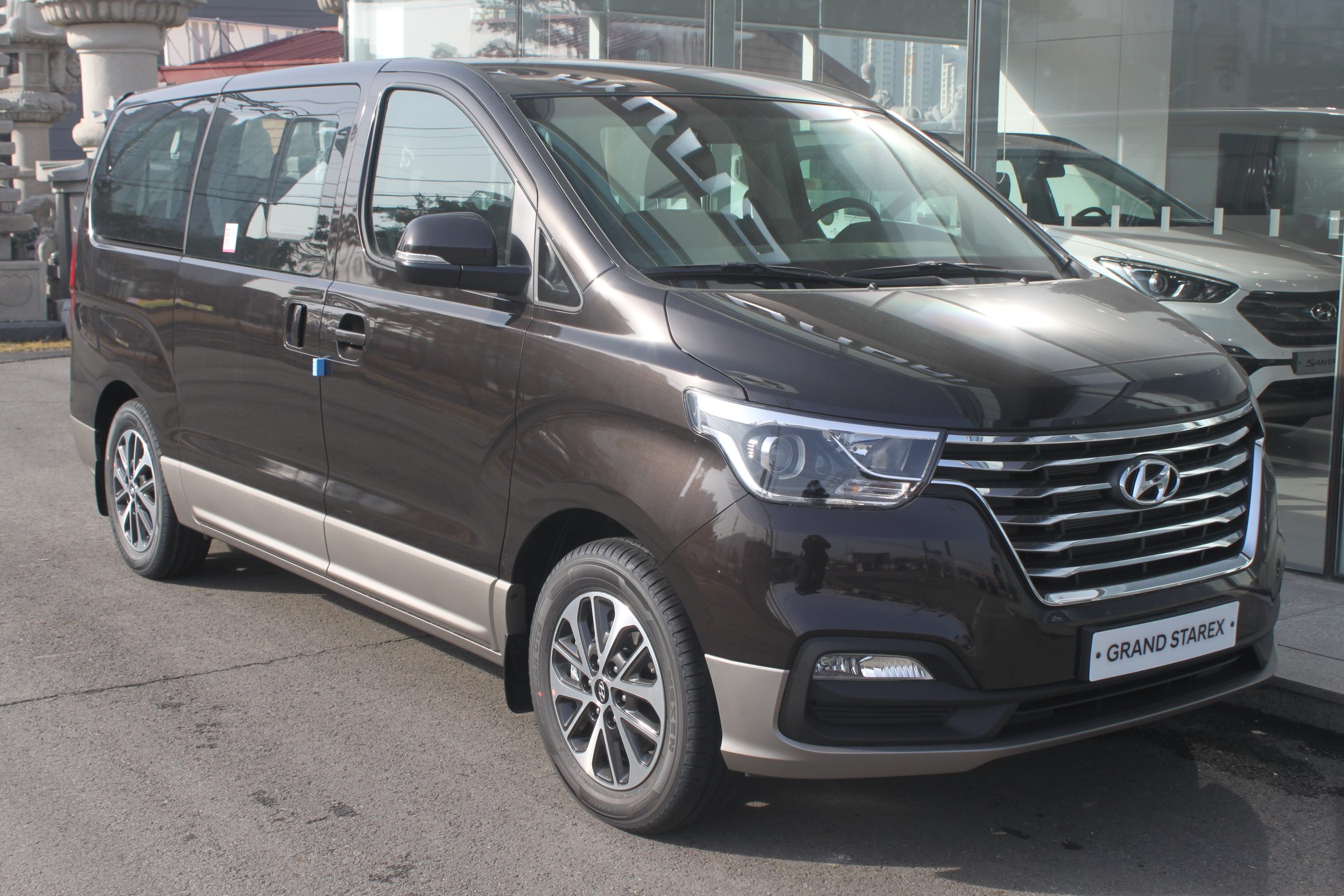
Hyundai H-1 Travel (2018–2020)

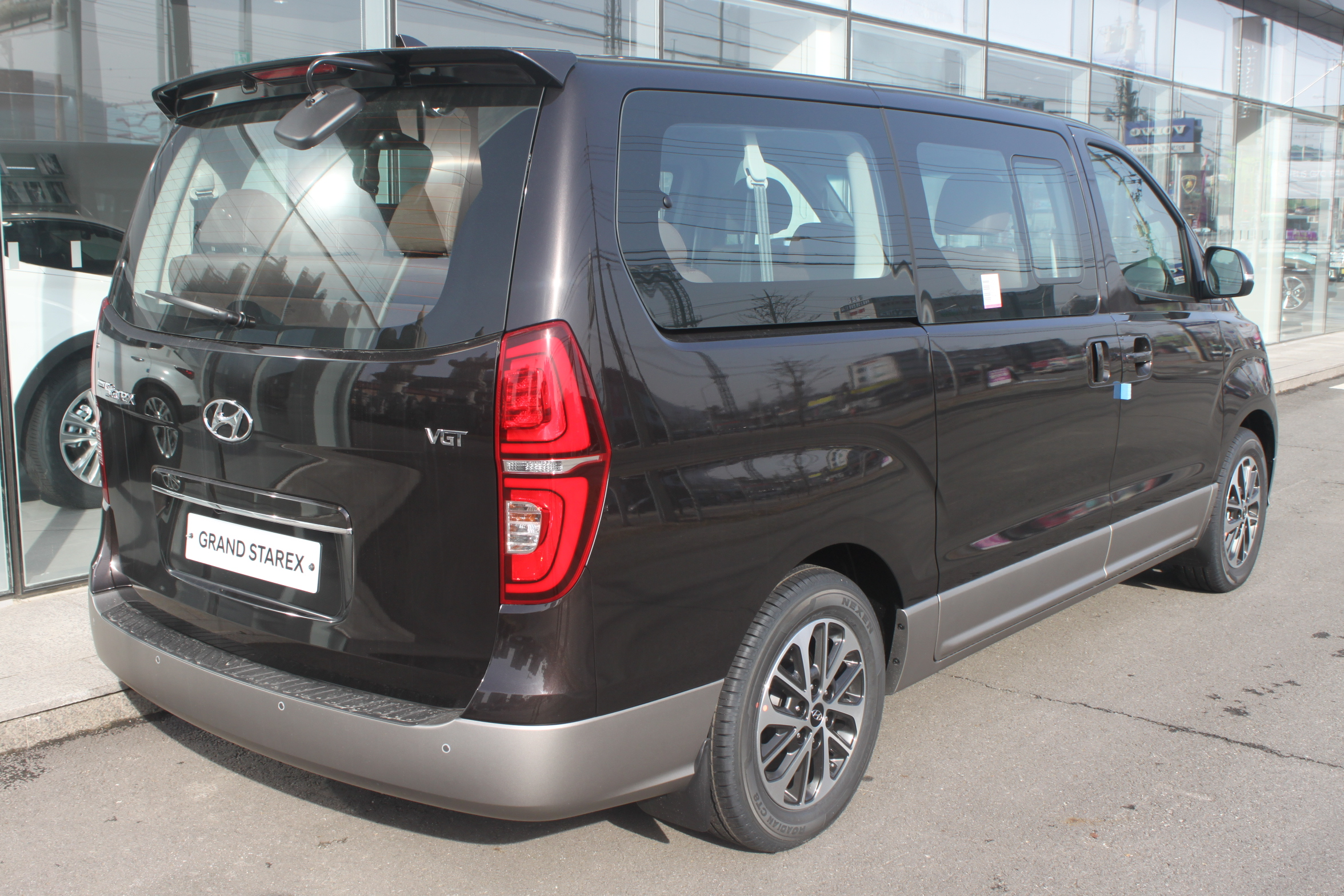
Heckansicht

Die zweite Generation wurde im Februar 2008 eingeführt. Sie war als H-1 Travel (Kleinbus) und H-1 Cargo (Kastenwagen) erhältlich. Das Leergewicht wird mit 2250–2323 kg angegeben.
Wie schon in der ersten Generation ist der H-1 sowohl mit seitlich öffnenden Flügeltüren als auch mit einer nach oben schwenkenden Heckklappe lieferbar. Der H-1 Cargo hat eine Nutzlast von 987 kg bis 1111 kg. Anfänglich war der 2,5-L-CRDi-Dieselmotor nur mit 125 kW (170 PS) erhältlich, gekoppelt mit einem 5-Gang-Schaltgetriebe, wodurch der H-1 in 14,5 s von 0 auf 100 km/h beschleunigte und eine Endgeschwindigkeit von 180 km/h erreichte.
Ab April 2011 wurde auch eine Version dieses Motors mit 85 kW (116 PS) und einem Normverbrauch von 7,5 l Diesel angeboten. Im Oktober 2011 ergänzte eine 100 kW (136 PS)-Version des 2,5-l-Motors das Motorenangebot. Sowohl die 85- als auch 100-kW-Version sind mit einem 6-Gang-Schaltgetriebe ausgerüstet. Die 125-kW-Version wurde seitdem nur noch mit einem 5-Stufen-Automatikgetriebe angeboten.
Das Modell wurde ab Ende 2007 von Dodge in Mexiko als Dodge H100 Van/Wagon vertrieben.
Im Sommer 2018 wurde der Van umfangreich überarbeitet.

### Technische Daten
|                                             | 2.5 CRDi              |                        |                            |
| Bauzeitraum                                 | 04/2011–07/2020       | 10/2011–07/2020        | 02/2008–07/2020            |
| Motorkenndaten                              |                       |                        |                            |
| Motortyp                                    | R4-Dieselmotor        | R4-Dieselmotor         | R4-Dieselmotor             |
| Hubraum                                     | 2497 cm³              | 2497 cm³               | 2497 cm³                   |
| max. Leistung bei min−1                     | 85 kW (116 PS) / 3800 | 100 kW (136 PS) / 3800 | 125 kW (170 PS) / 3600     |
| max. Drehmoment bei min−1                   | 343 Nm / 1500–2250    | 343 Nm / 1500–2250     | 441 Nm / 2000–2250         |
| Kraftübertragung                            |                       |                        |                            |
| Antrieb                                     | Hinterradantrieb      | Hinterradantrieb       | Hinterradantrieb           |
| Getriebe, serienmäßig                       | 6-Gang-Schaltgetriebe | 6-Gang-Schaltgetriebe  | 5-Stufen-Automatikgetriebe |
| Messwerte                                   |                       |                        |                            |
| Höchstgeschwindigkeit                       | 154 km/h              | 168 km/h               | 180 km/h                   |
| Beschleunigung, 0–100 km/h                  | 22,1 s                | 17,6 s                 | 14,4 s                     |
| Kraftstoffverbrauch auf 100 km (kombiniert) | 7,5–8,4 l Diesel      | 7,5–8,4 l Diesel       | 8,4–9,3 l Diesel           |
| CO2-Emissionen (kombiniert)                 | 197–222 g/km          | 197–222 g/km           | 225–244 g/km               |
| Tankinhalt                                  | 75 l                  | 75 l                   | 75 l                       |